# 京成ホテルミラマーレ
京成ホテルミラマーレ（けいせいホテルミラマーレ、英: Keisei Hotel Miramare）は、千葉県千葉市中央区にある京成グループのホテル。東京ディズニーリゾート・グッドネイバーホテルに加盟している。運営は株式会社千葉京成ホテル。京成カード加盟店。

## 概要
1961年（昭和36年）8月16日に「千葉京成ホテル」として開業。2000年（平成12年）12月に建て替えのため休館。千葉中央駅東口再開発事業で複合型ホテルとして建設が進められ、2002年（平成14年）9月6日に当ホテルとしてリニューアルオープン。同一ビル内に千葉中央駅前交番も同年9月に移転して開所した。京成電鉄千葉中央駅東口の複合ビル「ミラマーレ」内に所在する。
ロビーは1階、客室（176室）は9 - 15階に位置する。合わせて3つのレストラン・バーや、10の宴会場、シネマコンプレックス「京成ローザ10イースト」がある。
2003年（平成15年）度には「バリアフリー化推進功労者表彰」において、表彰最高位である内閣総理大臣賞を受賞した。

## 建物
- 建築主 京成電鉄株式会社
- 設計者 戸田建設株式会社
- 竣工 2002年（平成14年）6月
- 面積 6‚902平方メートル（m2

## 施設

### 基本情報
- チェックイン・チェックアウト
  - チェックイン13：00、チェックアウト11：00 ※宿泊プランによって異なる
- オーバータイムチャージ
  - 15時まで基本室料の30％、18時まで基本室料の50％、18時以降基本室料の100％
- ビデオ・オン・デマンド（VOD）シアターシステム
- 子供用の貸出備品（ベッドガード・補助便座・ベビーコット・パジャマなど）
- 全室Wi-Fi（無線LAN）接続無料。有線LANのコネクタと接続のためのケーブルも備え付けている。

すべての部屋タイプは禁煙ルームであり、1階フロントロビーに喫煙室がある。以下、ルームタイプ一覧。
| ルームタイプ                     | 面積（㎡） | 定員（名） |
| -------------------------------- | ---------- | ---------- |
| シングル                         | 18         | 1          |
| セミダブル                       | 18         | 2          |
| ダブル                           | 21         | 1 - 2      |
| スーペリアダブル                 | 27         | 1 - 2      |
| スタジオツイン                   | 18         | 2          |
| モデレートツイン                 | 27         | 1 - 3      |
| エグゼクティブツイン             | 36         | 1 - 4      |
| ユニバーサルツイン               | 36         | 1 - 2      |
| デラックスツイン                 | 36         | 1 - 2      |
| ラグジュアリーツイン             | 42         | 1 - 3      |
| ラグジュアリーユニバーサルツイン | 42         | 1 - 2      |
| ラグジュアリービューバスツイン   | 49         | 1 - 2      |
| デラックスファミリールーム       | 72         | 1 - 4      |
| 特別和室                         | 66         | 1 - 5      |
| フェスタスイートルーム           | 59         | 1 - 4      |
| エクセレントスイートルーム       | 72         | 1 - 2      |

## アクセス
- 鉄道
  - 京成千葉線・千原線 千葉中央駅 直結
  - 千葉都市モノレール1号線 葭川公園駅 徒歩3分
  - 東日本旅客鉄道（JR東日本）・千葉都市モノレール 千葉駅・京成千葉駅 徒歩8分
- 車
  - E51 東関東道 湾岸習志野IC 20分
- バス
  - 東京ディズニーリゾートへの予約制無料送迎バス「グッドネイバーホテル・シャトル」